# Drymaria suffruticosa
Drymaria suffruticosa là loài thực vật có hoa thuộc họ Cẩm chướng. Loài này được A.Gray ex S.Watson mô tả khoa học đầu tiên năm 1882.